# Legolas (travhäst)
| Årets häst  |                |                   |
| 1982        | 1983           | 1984              |
| Dartster F. | Legolas        | The Onion         |
| Olle Hedin  | Thomas Nilsson | Stig H. Johansson |

Legolas, född 31 maj 1978 i Slättåkra i Hallands län, död 26 juli 2004 i Hallands län, var en svensk varmblodig travhäst. Han tränades och kördes av Thomas Nilsson.
Legolas blev en superkändis när han inledde karriären med 19 raka segrar. Totalt sprang han under karriären in 3 miljoner kronor på 93 starter – varav 35 segrar, 20 andraplatser och 10 tredjeplatser. Han vann bland annat Åby Stora Pris (1983) och kom på andra plats i International Trot (1983). Legolas räknas som den häst som har betytt mest för svensk travsport, som fick ett rejält intresseuppsving efter Legolas. Eftersom Legolas gett så mycket draghjälp åt travsporten belönades han av ATG med foder för resten av livet.

## Biografi
Legolas föddes den 31 maj 1978 i Slättåkra undan stoet Karolina J och efter hingsten Glasgow. Som unghäst var Legolas ofta sjuk och skadade sig lätt och det heta humöret gjorde att man snabbt kastrerade honom. Travtränaren Thomas Nilsson såg dock något i hästen och övertalade Marco Anic att köpa honom. Marco köpte den lilla klena hästen av medlidande men tack vare Thomas Nilsson tränades Legolas upp och blev tillräckligt stark för att kunna tävla. Legolas fick då sitt namn efter alvprinsen Legolas från Sagan om ringen-trilogin. 
Legolas blev snabbt en storfavorit och inledde karriären med 19 raka segrar. Segersviten bröts först av Idéal du Gazeau i "VM-loppet" International Trot på Roosevelt Raceway i New York 1983, där Legolas slutade på andraplats. Samma år vann Legolas även Åby Stora Pris efter en oförglömlig slutspurt. Detta blev hans största seger i karriären. Legolas användes i reklam för ATG och man publicerade böcker om hans historia som kom ut 1983. 
Trots att Legolas inte var i samma klass som dåtidens bästa franska travhäst Idéal du Gazeau, har han varit den häst som betytt mest för svensk travsport som i och med Legolas fick ett rejält intresseuppsving. Detta uppsving anses senare ha lett till den starka position som Sverige fick i travvärlden med sin kulmen i mitten av 1990-talet. När Legolas gick i pension, blev han försörjd resten av sitt liv av ATG som betalade hans foder som tack för hans bidrag till travsporten. Legolas sprang under karriären in över 3 miljoner kronor i prispengar.
Legolas avlivades den 26 juli 2004, 26 år gammal, eftersom hans tänder inte fungerade som de skulle. Han begravdes på samma gård i Slättåkra, där han föddes, jämte sin mamma, Karolina J.

## Statistik
- Starter/Placeringar: 93 stycken  35-20-10
- Rekord: 1.12,5 autostart(bilstart) kort distans, 1.14,2 autostart medeldistans
- Prissumma: 3 012 770 kronor
- Härstamning: Glasgow - Karolina J. e. Pay Dirt
- Född: 31 maj 1978
- Död: 26 juli 2004
- Största seger: Åby Stora Pris 1983